# Reinhart Heinrich

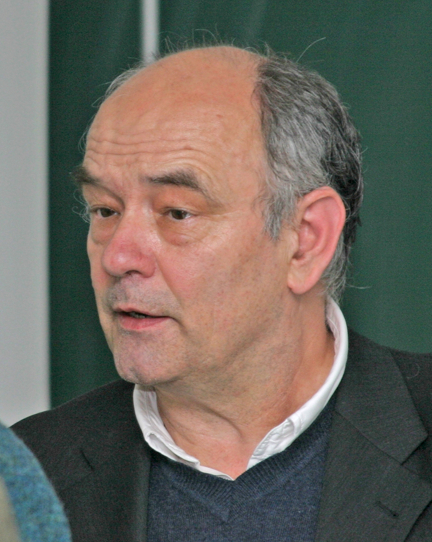
Reinhart Heinrich, 2006

Reinhart Heinrich (* 24. April 1946 in Dresden; † 23. Oktober 2006 in Berlin) war ein deutscher Biophysiker. Er wirkte ab 1979 als Dozent sowie von 1993 bis zu seinem Tod als Professor für theoretische Biophysik an der Humboldt-Universität zu Berlin und gilt als Mitbegründer der Systembiologie. Seine wichtigste wissenschaftliche Leistung war Anfang der 1970er Jahre sein Beitrag zur Formulierung der metabolischen Kontrolltheorie zur quantitativen Modellierung von Stoffwechselwegen.

## Leben
Reinhart Heinrich wurde 1946 in Dresden geboren und lebte zunächst mit seinen Eltern in Kuibyschew in der Sowjetunion, wo sein Vater Helmut Heinrich, Dozent beziehungsweise später Professor für angewandte Mathematik in Breslau und Dresden, im Rahmen von Reparationsleistungen im Flugzeugbau tätig war. Er schloss nach der Rückkehr der Familie in die Deutsche Demokratische Republik (DDR) seine Schulausbildung in seiner Heimatstadt ab und studierte anschließend Physik an der Technischen Universität Dresden, an der er 1971 mit einer Arbeit zur Festkörperphysik auch promovierte.
Danach wechselte er an das von Samuel Mitja Rapoport geleitete Institut für Biochemie der Charité. Er erlangte dort 1977 die Promotion B, die in der DDR der Habilitation entsprach, und zwar in Gemeinschaftsarbeit mit Tom Rapoport. Anschließend war er am Institut für Biophysik der Mathematisch-Naturwissenschaftlichen Fakultät der Humboldt-Universität zu Berlin tätig. Dort fungierte er ab 1979 als Dozent und von 1993 bis zu seinem Tod als Professor für theoretische Biophysik. Von 1997 bis 2006 leitete er das von der Deutschen Forschungsgemeinschaft (DFG) geförderte Graduiertenkolleg „Dynamik und Evolution zellulärer und makromolekularer Prozesse“.
Reinhart Heinrich, der neben seinen wissenschaftlichen Arbeiten auch einen philosophisch-autobiographischen Roman und einen Gedichtband veröffentlichte, war verheiratet sowie Vater eines Sohns und einer Tochter. Er starb 2006 in Berlin.

## Wissenschaftliches Wirken

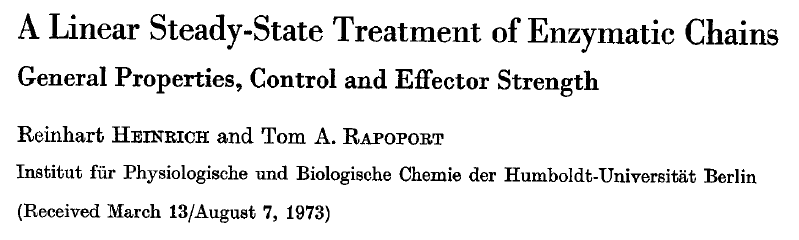
Eine der Veröffentlichungen von Reinhart Heinrich und Tom Rapoport zur metabolischen Kontrolltheorie (Eur J Biochem, 1974)

Reinhart Heinrich veröffentlichte im Laufe seiner Karriere mehr als 160 wissenschaftliche Publikationen und fungierte als Associate Editor der Fachzeitschrift PLoS Computational Biology. Als seine bekannteste und einflussreichste Leistung gilt sein Beitrag zur Ausarbeitung der metabolischen Kontrolltheorie, einem mathematischen System zur quantitativen Beschreibung von Stoffwechselwegen anhand der Konzentrationen und des Flusses von chemischen Spezies. Die Theorie, die er im Rahmen seiner Habilitation gemeinsam mit Tom Rapoport zum Beginn der 1970er Jahre entwickelte und publizierte, wurde zeitgleich und unabhängig sowie mit anderer Terminologie auch von Henrik Kacser (1918–1995) und Jim Burns an der University of Edinburgh entworfen sowie später auf die Anwendung zur Beschreibung von Signal- und Genregulationswegen erweitert.
Basierend auf diesen Arbeiten leistete er grundlegende Beiträge zur mathematischen Modellierung und Analyse von metabolischen Systemen wie dem Stoffwechsel der Erythrozyten, den Änderungen der Konzentration von Calcium in Zellen und der Glykolyse in Hefen. Darüber hinaus beschäftigte er sich mit der quantitativen Beschreibung von Membran- und von Signaltransduktionsprozessen, mit dem Design und der Optimierung von Enzymen, der Thermodynamik und Kinetik biochemischer Reaktionen sowie mit allgemeinen theoretischen Aspekten der Modellierung biologischer Systeme.
Bei vielen der Forschungsarbeiten von Reinhart Heinrich spielte das Konzept der Optimalität in der Biologie eine zentrale Rolle. Als Optimalitätskriterium benutzte er dabei unter anderem die Maximierung des Flusses durch Stoffwechselwege. So fand er bei der Untersuchung der optimalen Stöchiometrie der Glykolyse, dass die real beobachtete Ausbeute von zwei Molen Adenosintriphosphat (ATP) pro Mol Glucose die ATP-Bildungsrate maximiert. Diese Untersuchungen wurden durch mehrere seiner Schüler weitergeführt, darunter seine Nachfolgerin Edda Klipp sowie Thomas Pfeiffer und Stefan Schuster. Zu seinen Schülern zählen außerdem Matthias Gaestel, Volkmar Heinrich (nicht verwandt) und Thomas Höfer.

## Auszeichnungen und Gedenken
Reinhart Heinrich erhielt 1996 die Ehrendoktorwürde der Universität Bordeaux II und wurde 2004 in die Leibniz-Sozietät aufgenommen. Im Jahr 2008 veröffentlichte die Fachzeitschrift Journal of Theoretical Biology zum Gedenken an ihn eine Sonderausgabe. Die European Society for Mathematical and Theoretical Biology (ESMTB) verleiht jährlich den Reinhart Heinrich Doctoral Thesis Award für die beste Dissertation im Bereich der Mathematischen und Theoretischen Biologie.
Für seinen 1987 im Verlag Neues Leben erstmals erschienenen Roman „Jenseits von Babel“ wurde Reinhart Heinrich in der DDR ein Jahr nach der Veröffentlichung mit dem vom Bezirkstag Erfurt verliehenem Louis-Fürnberg-Preis und mit dem Brigitte-Reimann-Preis des Schriftstellerverbandes der DDR ausgezeichnet.
Anlässlich seines 10. Todestages wurde die 17. Konferenz der International Study Group for Systems Biology (ISGSB) in Jena seinem Gedenken gewidmet.

## Werke (Auswahl)

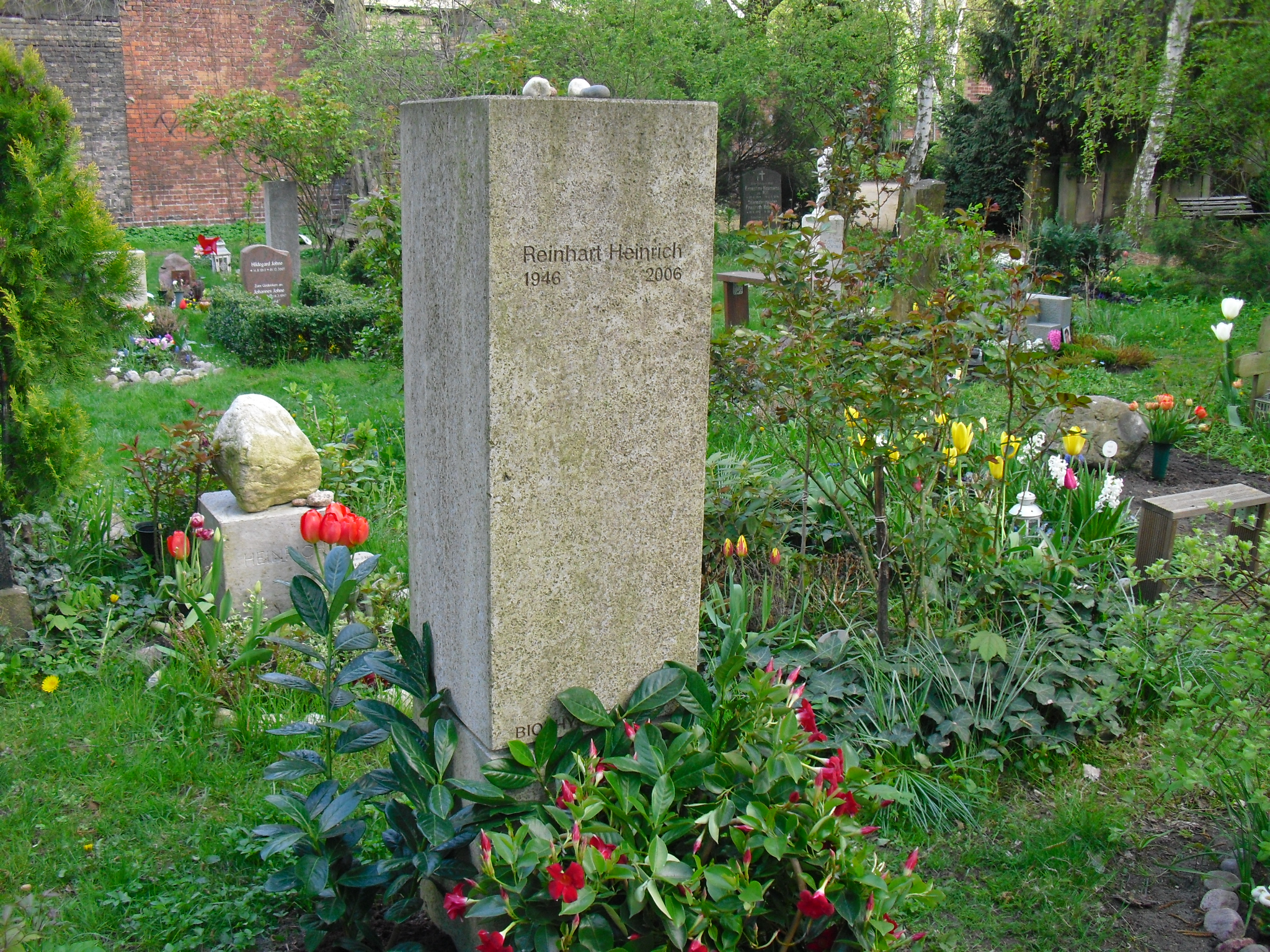
Grabstein auf dem Neuen Friedhof St. Marien-St. Nikolai

Grundlagen der metabolischen Kontrolltheorie (mit Tom Rapoport)
- Linear Theory of enzymatic Chains; Its Application for the Analysis of the Crossover Theorem and of the Glycolysis of human Erythrocytes. In: Acta Biologica et Medica Germanica. 31/1973, S. 479–494.
- A linear steady-state Treatment of enzymatic Chains. General Properties, Control and Effector Strength. In: European Journal of Biochemistry. 42/1974, S. 89–95.
- A linear steady-state Treatment of enzymatic Chains. Critique of the Crossover Theorem and a general Procedure to identify Interaction Sites with an Effector. In: European Journal of Biochemistry. 42/1974, S. 97–105.

Monographien und Beiträge zu Monographien
- Metabolic Control Analysis: Principles and Application to the Erythrocyte. In: Control of Metabolic Processes. New York 1990, S. 329–342
- mit Stefan Schuster: The Regulation of Cellular Systems. New York 1996.
- Predicting the structural Design of metabolic Pathways: An evolutionary Approach. In: Technological and Medical Implications of Metabolic Control Analysis. Dordrecht 2000, S. 309–317.
- Mathematical Modelling of the Wnt-Pathway. In: Systems Biology: Definitions and Perspectives (= Topics in current Genetics. Band 13). Berlin/New York 2005, S. 259–275.

Erzählungen und Gedichte
- Reinhart Heinrich (= Poesiealbum. Band 118). Neues Leben, Berlin 1977.
- Jenseits von Babel. Neues Leben, Berlin 1987 (zweite Auflage 1989), ISBN 3-355-00360-3.